# گرگ هارپر
گرگ هارپر (به انگلیسی: Gregg Harper) نمایندهٔ حوزه انتخابیه سوم میسیسیپی از حزب جمهوری‌خواه ایالات متحده آمریکا در مجلس نمایندگان ایالات متحده آمریکا است که برای نخستین‌بار در ۹ ژانویه ۲۰۰۹ میلادی به‌عضویت این مجلس درآمد.